# Памятник-мавзолей В. И. Ленину (Челябинск)
Памятник-мавзолей В. И. Ленину — памятник В. И. Ленину в парке Алое поле города Челябинска. По форме напоминает мавзолей египетского стиля с элементами восточных мотивов, сложное двухэтажное архитектурное сооружение из уральского гранита. От центрального входа в мавзолей ведут две боковые лестницы на второй этаж. На балконе второго этажа, между двумя колоннами оформлена ниша, где установлен бронзовый бюст В. И. Ленина. Этот монумент является первым памятником Ленину на территории Урала.

## История
23 января 1924 года состоялось экстренное заседание Челябинского городского Совета рабочих и крестьян, на котором было принято решение о строительстве памятника-мавзолея. Из протокола заседания: 
Алое поле переименовать в поле имени товарища Ленина и приступить к сбору пожертвований на оборудование памятника тов. Ленину на том же поле.
Первый камень был заложен 27 января 1924 в 18 часов 5 минут по местному времени синхронно с траурной церемонией погребения в усыпальницу Ленина в Москве. В Ленинграде на заводе «Монументскульптура» был отлит бронзовый бюст В. И. Ленина, выполненный скульптором Ленинградской Академии художеств Василием Козловым с посмертной гипсовой маски усопшего. Ходом работ руководила Вера Мухина. Торжественное открытие памятника состоялось 15 июля 1925 года, в шестую годовщину освобождения Челябинска от армии Колчака. После открытия памятник-мавзолей служил общественной библиотекой, где были представлены труды В. И. Ленина, и трибуной во время проведения митингов. В годы Великой Отечественной войны общественную читальню закрыли. Ранее на памятнике над центральным входом крепилась табличка: «Учиться по Ленину». Позднее была установлена доска из белого мрамора со следующим текстом: «Памятник В. И. Ленину сооружён в 1925 году на средства трудящихся г. Челябинска».